# 2419-es mellékút (Magyarország)
A 2419-es számú mellékút egy Heves vármegyei mellékút, amely Mátrafüred és Abasár között húzódik, áthalad Pálosvörösmarton. Mintegy 4,5 kilométer hosszú, négyszámjegyű, 2×1 sávos, a -es főút és a 2416-os közút között kiépített összekötő út. Kezelője a Magyar Közút Kht. Heves Vármegyei Igazgatósága.

## Nyomvonala

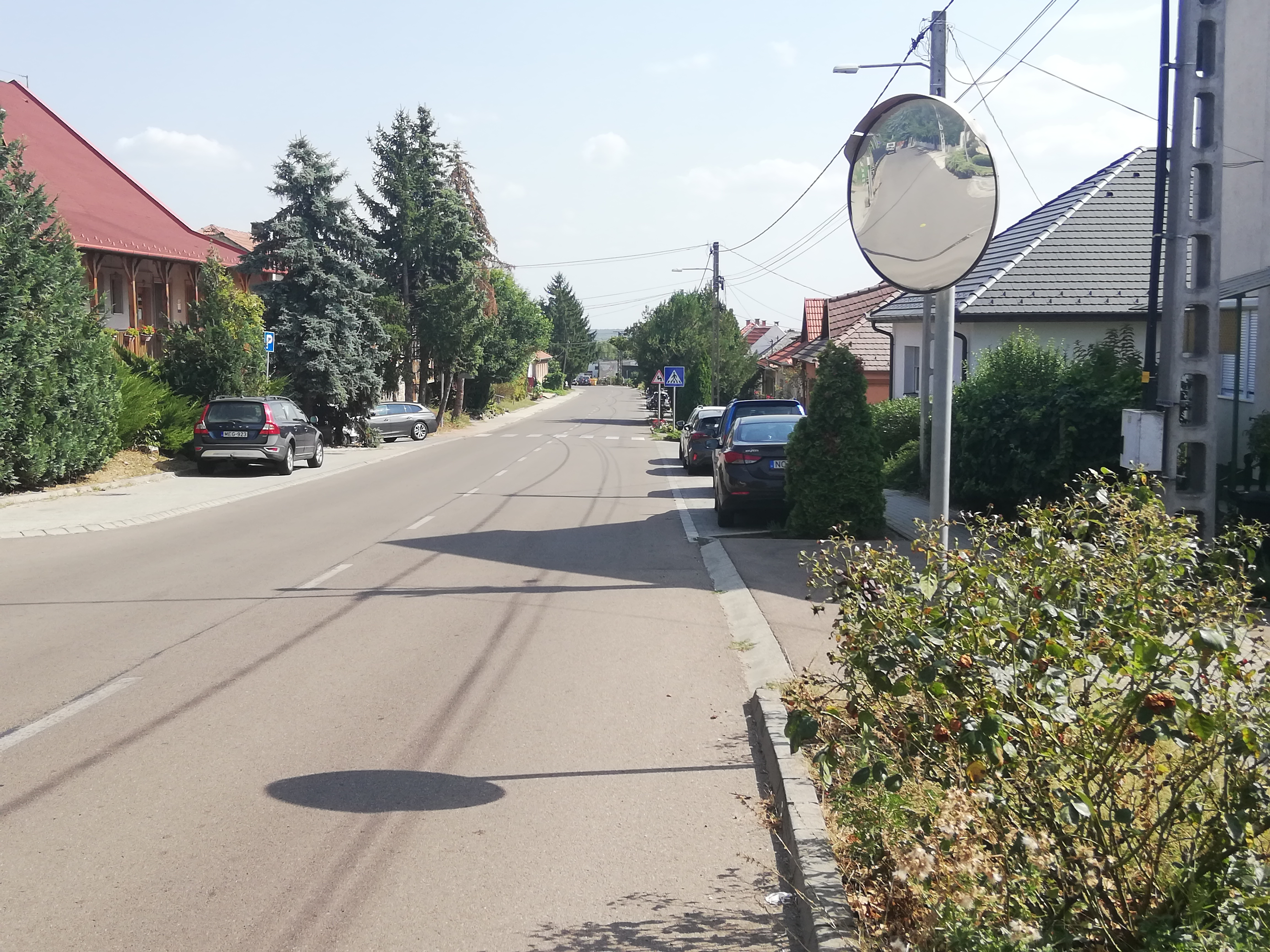
Pálosvörösmart központjában, Abasár felé nézve

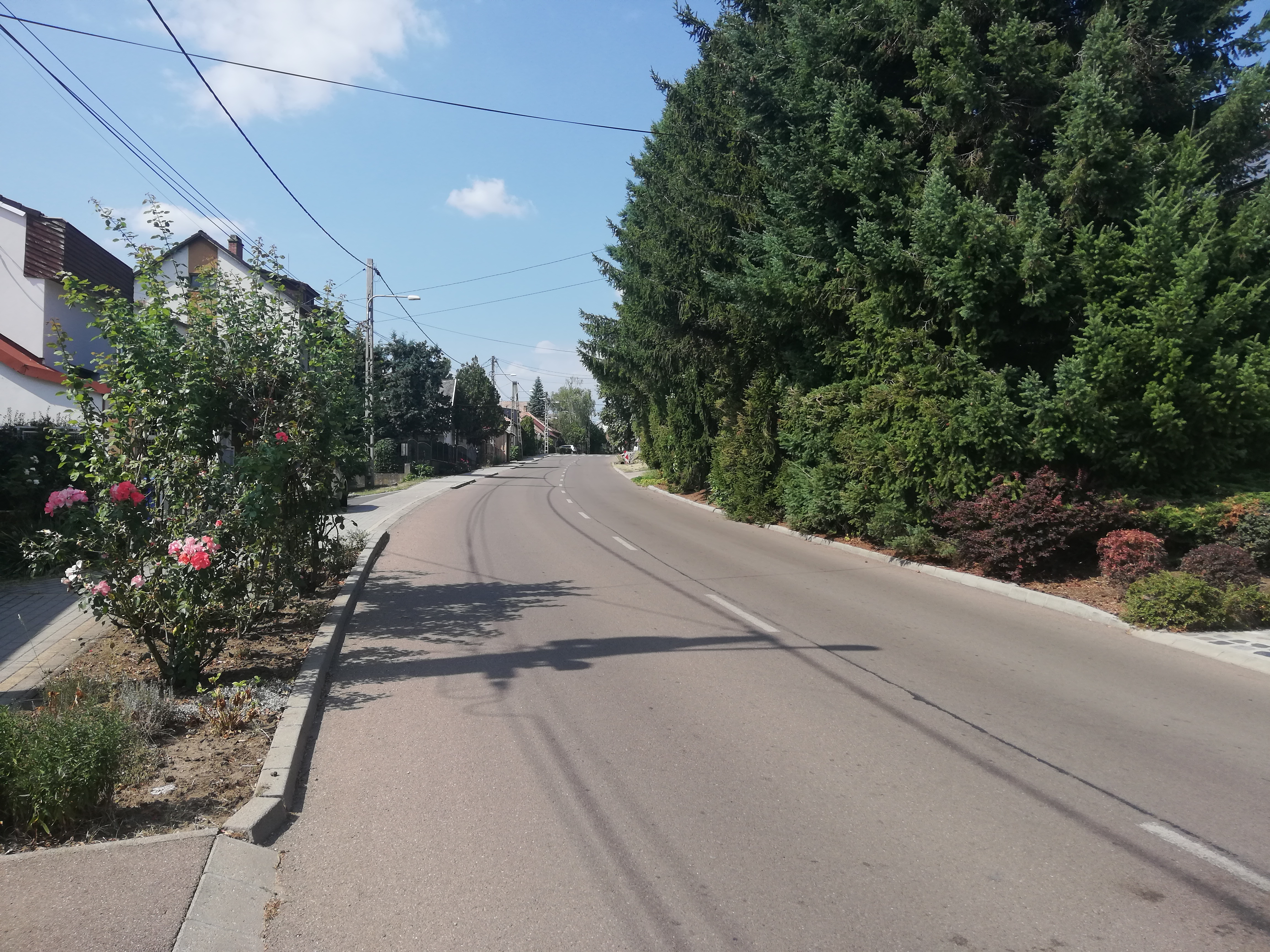
Pálosvörösmart központjában, Mátrafüred felé nézve

A 24-as főútból ágazik ki, annak 6+900-as kilométerszelvénye közelében, Gyöngyös Mátrafüred városrészében, Pálosveresmarti út néven, délkelet felé. Első méterei után keresztezi a Gyöngyösi Állami Erdei Vasút vágányait, Mátrafüred alsó megállóhelye közelében. 2,6 kilométer megtétele után éri el Pálosvörösmart központját, ahol Rákóczi út néven halad, majd 3,5 kilométer után Abasár területére ér, ahol a neve Vörösmarty Mihály út. A 2416-os útba torkollik, nagyjából annak öt és feledik kilométerénél.
Az országos közutak térképes nyilvántartását szolgáló kira.gov.hu adatbázisa szerint a teljes hossza 4,457 kilométer.